# Johannesteijsmannia
Genre
Espèces de rang inférieur
- Johannesteijsmannia altifrons
- Johannesteijsmannia lanceolata
- Johannesteijsmannia magnifica
- Johannesteijsmannia perakensis

Synonymes
- Teysmannia  Rchb.f. & Zoll. (1858)

Johannesteijsmannia est un genre de plante de la famille des Arecaceae (palmiers). Il comporte quatre espèces que l’on trouve dans les forêts tropicales humides de la péninsule malaise, de Bornéo et du nord de Sumatra. Ce sont des palmiers solitaires, acaules ou à stipe court, développant de grandes feuilles simples et entières. Le genre a été nommé en l'honneur de Johannes Elias Teijsmann, un botaniste néerlandais qui a dirigé le jardin botanique de Bogor de 1830 à 1869.
« Joey Palm » est l'équivalent anglais « plus court » de ce groupe. Il contient les espèces suivantes :
- Johannesteijsmannia altifrons
- Johannesteijsmannia lanceolata
- Johannesteijsmannia magnifica
- Johannesteijsmannia perakensis

## Galerie

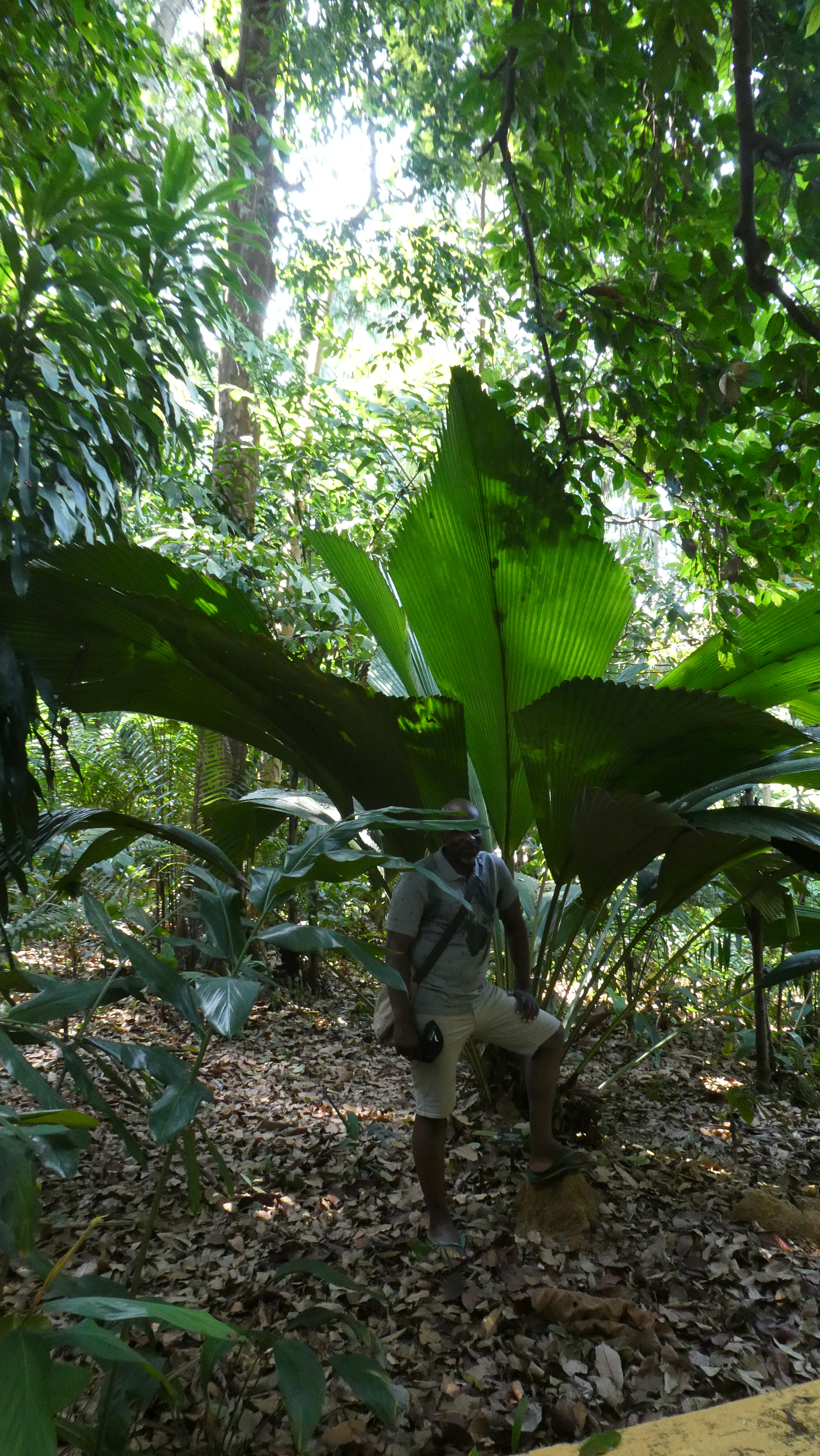
J. altifrons au jardin botanique de Singapour.
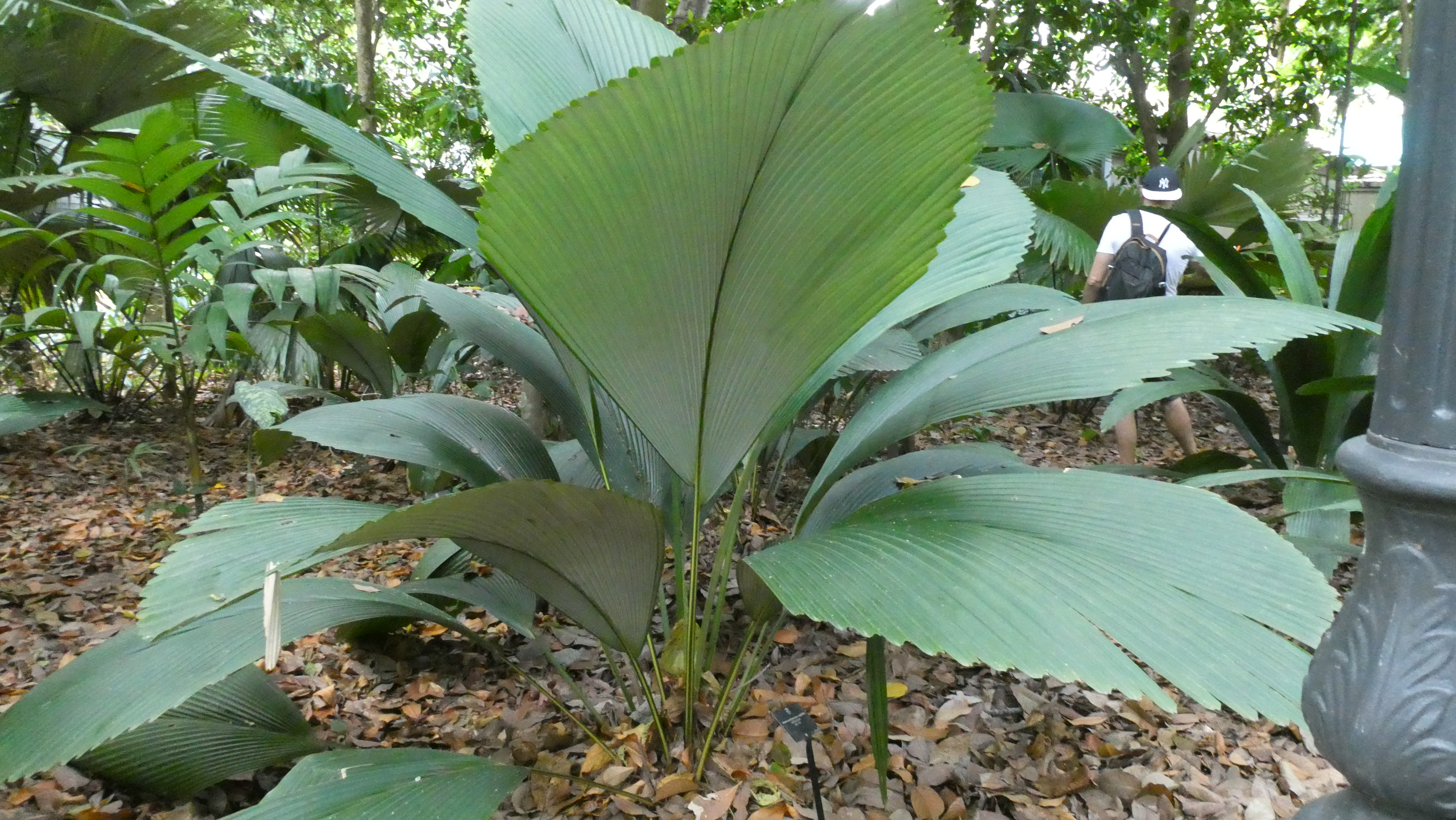
J. magnifica au jardin botanique de Singapour.
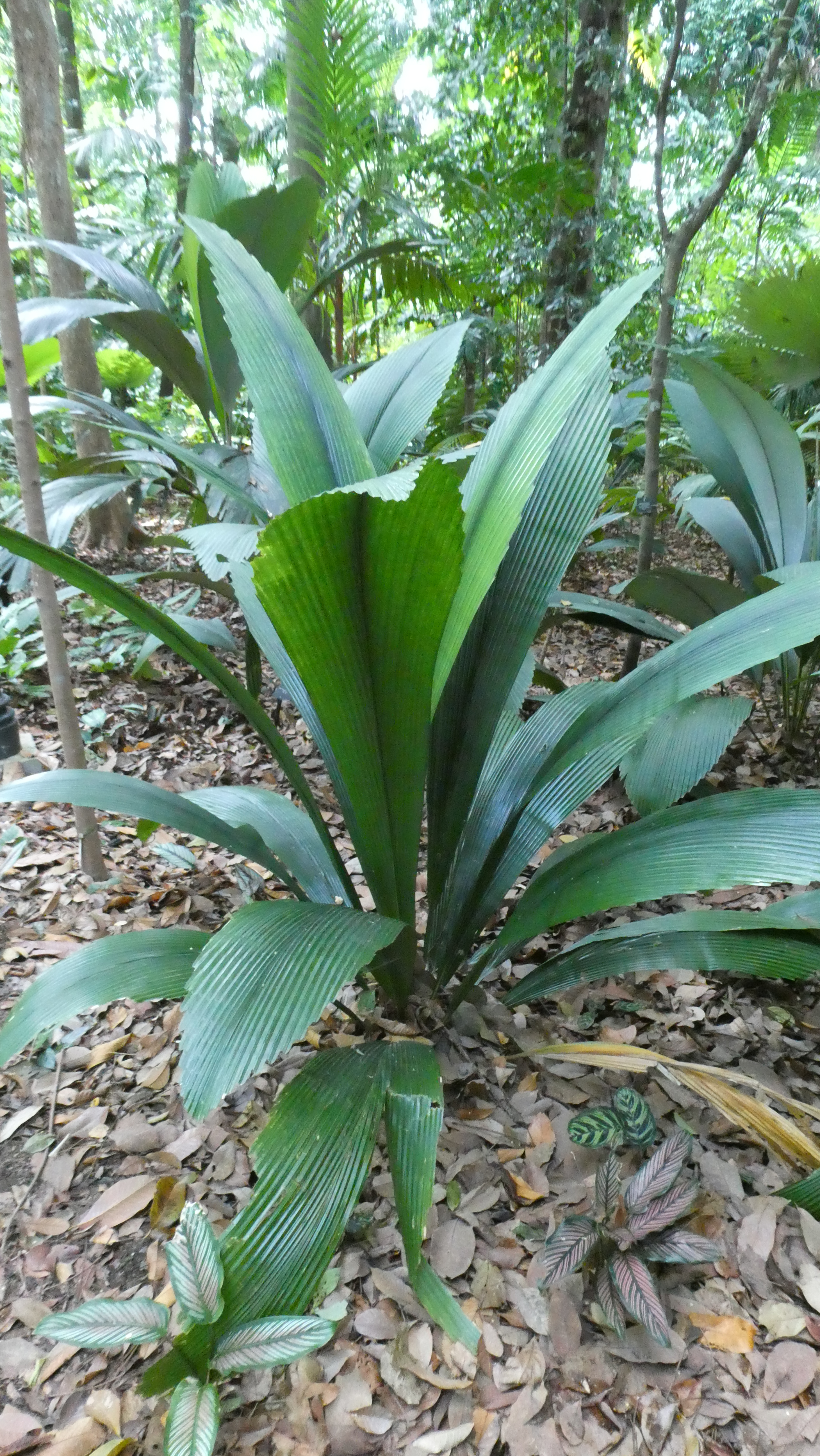
J. lanceolata au jardin botanique de Singapour.
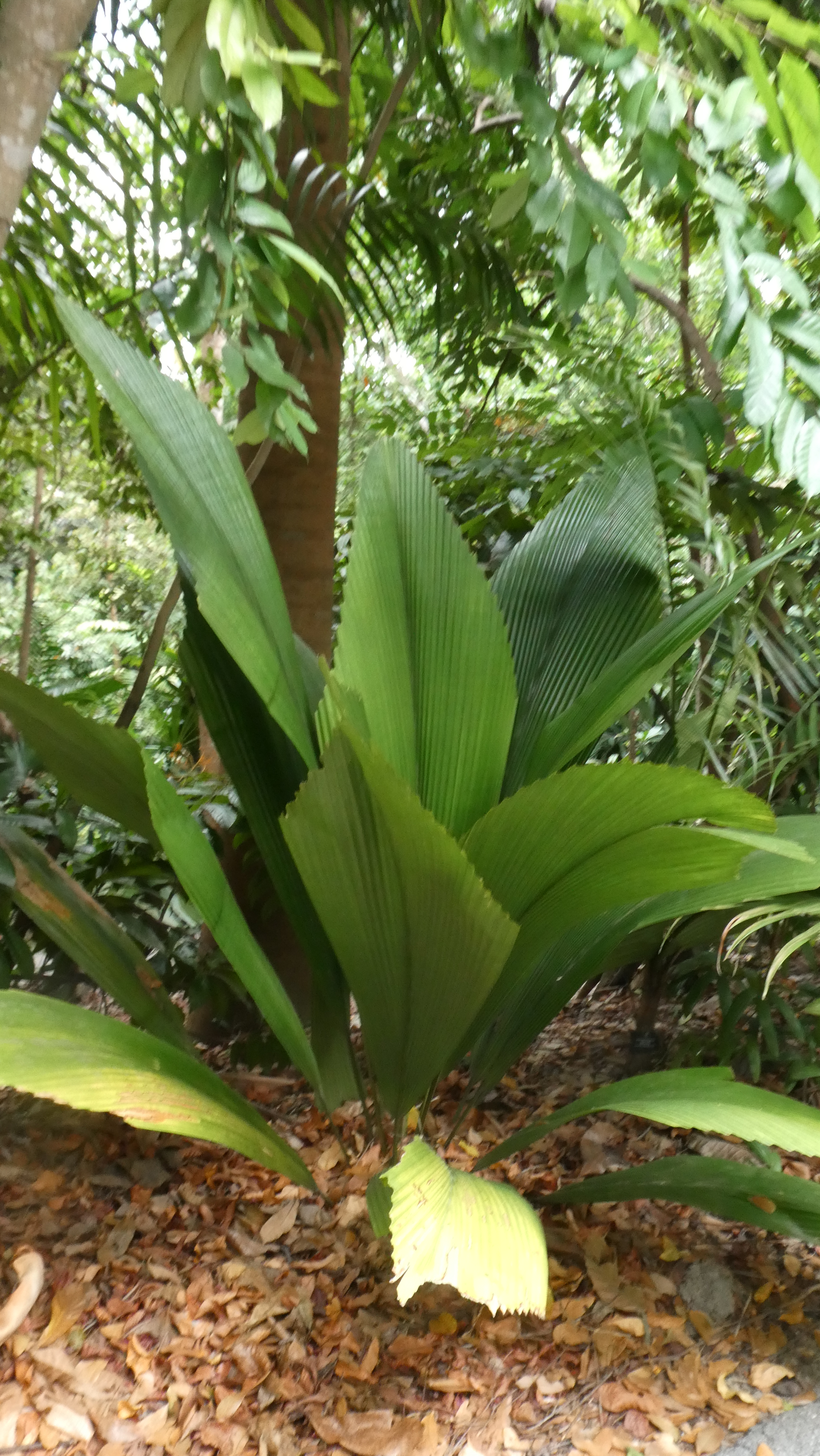
J. perakensis' au jardin botanique de Singapour.

## Classification

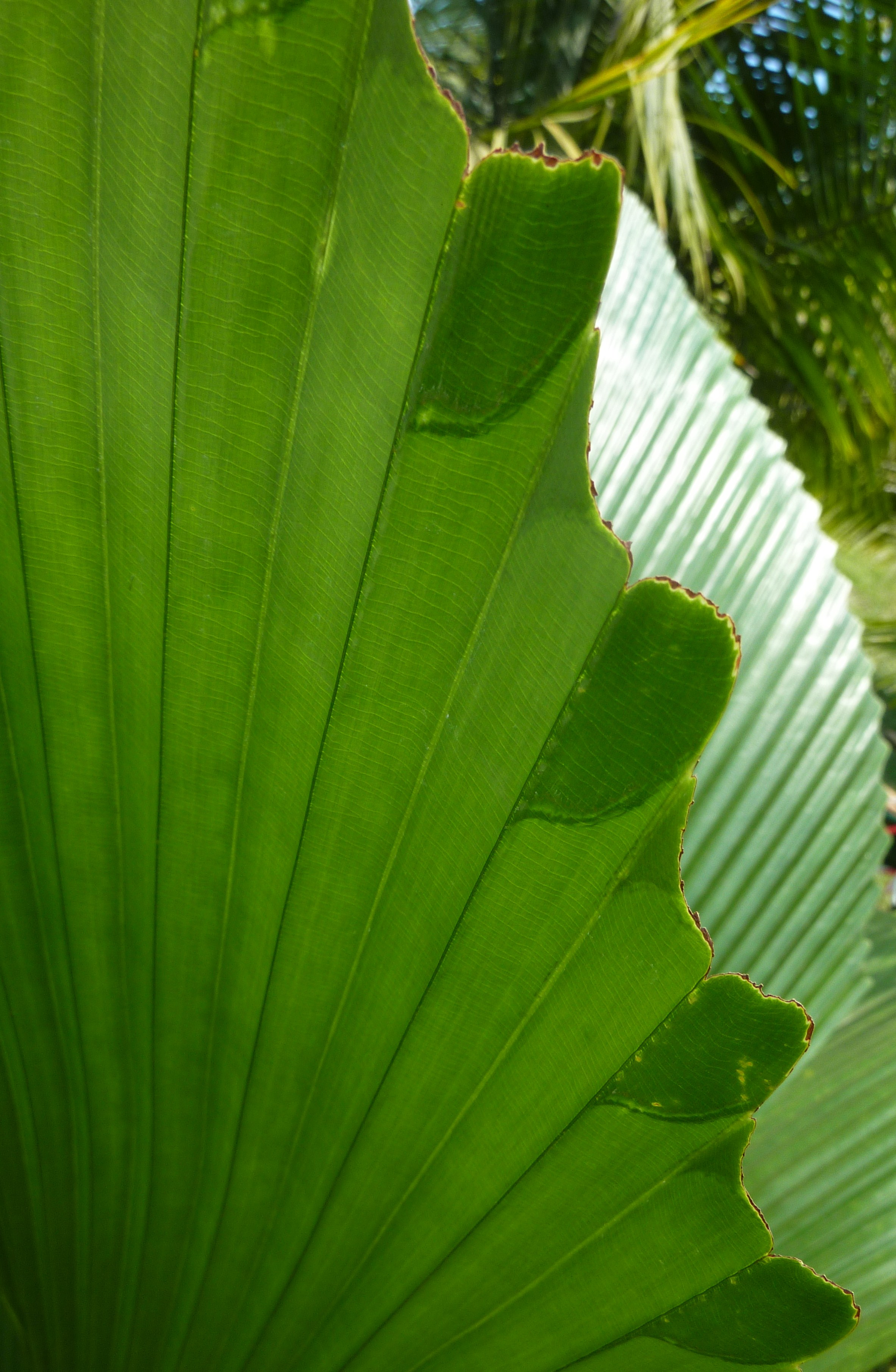
J. altifrons détail du feuillage.

- Famille des Arecaceae
  - Sous-famille des Coryphoideae
    - Tribu des Trachycarpeae[2]
      - Sous-tribu des Livistoninae